# Rebrișoara
Rebrișoara è un comune della Romania di 4883 abitanti, ubicato nel distretto di Bistrița-Năsăud, nella regione storica della Transilvania.
Il comune è formato dall'unione di 4 villaggi: Gersa I, Gersa II, Poderei, Rebrișoara.
Rebrişoara ha dato i natali al poeta Iacob Mureșianu (1812-1887).